# Irene Epifanio López
Irene Epifanio López (Valencia, 1975) es una científica española, catedrática de  Estadística e Investigación Operativa de la Universidad Jaume I de Castellón.

## Trayectoria científica
Irene Epifanio es licenciada y doctora en matemáticas por la Universidad de Valencia. Desde el año 2000 forma parte del departamento de matemáticas de la UJI, donde es catedrática.
Ha participado en investigaciones desarrolladas en muy diversos campos:  medicina,  ingeniería,  educación e igualdad de género. Es la autora de la Guía de Matemáticas para una docencia universitaria con perspectiva de género.
Ha sido la primera presidenta de la Comisión de Mujeres en Matemáticas del Comité Español de Matemáticas (CEMat). Es integrante del Instituto Universitario de Estudios Feministas y de Género “Purificación Escribano”. Además, ha formado parte de la Comisión de Mujeres y Matemáticas de la Real Sociedad Matemática Española, participando en la elaboración del documento Stop discriminación, donde se revisa la aplicación de la Ley de la Ciencia, la Tecnología y la Innovación en lo referente  a la implantación de la perspectiva de género.
Promovió  un recurso ante el Tribunal Superior de Justicia de la Comunitat Valenciana (TSJCV) contra una convocatoria de ayudas a la investigación del Consell, al considerar que era discriminatoria en materia de igualdad de género.

## Premios
- En 2014 recibió el Premio a la Excelencia Docente Universitaria de la Universitat Jaume I.[6]
- En 2018 el grupo de investigación al que pertenece  ganó la octava edición del Premio de Divulgación Científica UJI-Banco Santander.[7]
- En 2021 fue galardonada con el  Premio UJI Compromiso Social – Banco Santander.[2]